# Salto del Nilahue
El Salto del Nilahue es una cascada  ubicada en la comuna de Lago Ranco en el sur de Chile. Se encuentra en el curso bajo del río Nilahue.